# Saint George's College
El Saint George's College, fundado en 1936, es un colegio privado ubicado en la comuna de Vitacura, en Santiago, Chile. Es uno de los  establecimientos educativos más renombrados del país, famoso por educar a la élite chilena. Según Seminarium, un tercio de los CEOs de las 200 empresas líderes de Chile se graduaron de esta institución.

## Historia
Fue fundado en 1936 por el arzobispado de Santiago, que años después lo entregó a la Congregación de Santa Cruz. Originalmente fue un colegio solo para varones, cambiando a un modelo mixto en 1973. Se ubicaba en la zona de Avenida Pedro de Valdivia en Providencia, sin embargo en 1970 se trasladó a su actual ubicación, a los pies del cerro El Carbón, el cual forma parte del cordón de Manquehue.
Sus rivales tradicionales son el Colegio del Verbo Divino, y el Colegio San Ignacio, que se encontraban situados en barrios cercanos a Pedro de Valdivia. Aunque también estaba hermanado con el Colegio Santa Úrsula ("Ursulinas”), ya que se encontraba a un costado del Saint George's.
Al comienzo de los años 1970, en un proceso liderado por el rector Gerardo Whelan, se incluyó en el colegio a niños de clases populares como medida de tolerancia e inclusión. Por ello, un grupo de padres y profesores, contrarios a la teología de la liberación, decidieron separarse y formar el Colegio Tabancura que pasaría a ser Opus Dei, al mismo tiempo que muchos apoderados optaron por migrar al Colegio del Verbo Divino. Desde entonces, el Saint George's College tiene la reputación de ser una institución activista social y política, lo cual es inusual en el grupo de las escuelas particulares de Santiago y el general conservador de la clase alta chilena.
Saint George's fue el único colegio privado en Chile intervenido por la autoridad militar en el golpe del 11 de septiembre de 1973, lo que significó el reemplazo del rector Gerardo Whelan por un capitán de la Fuerza Aérea de Chile. En 1977 el colegio fue cedido en comodato por 6 años al arzobispado de Santiago, institución que designó a Hugo Montes como rector, cargo que ejerció por 9 años. En 1983 el tutelaje del arzobispado fue extendido por 3 años más, y al fin de este periodo, en 1986 la Congregación de Santa Cruz volvió a hacerse cargo del colegio.
Parte importante de la historia del colegio se ve reflejada en la película Machuca, dirigida por el exalumno Andrés Wood. Ella está ambientada en los años pre y post dictadura desde el punto de vista de dos amigos de distintas clases sociales que iban a un colegio llamado Saint Patrick (que en la realidad es el Saint George's College). La película está dedicada a Gerardo Whelan, ex-rector del Colegio, quien en el filme es el "Father McEnroe”.

## Campus
A través de su historia, el Saint George´s College ha tenido dos ubicaciones, siendo trasladada de la comuna de Providencia al límite norte de Vitacura. Actualmente, el campus ubicado en La Pirámide suma 241.086 metros cuadrados de terreno. 
El colegio acoge amplias instalaciones deportivas, con ella un gimnasio polideportivo, pista atlética de recortán con graderías de capacidad de 3.000 personas, sala de máquinas de esfuerzo, canchas de voleibol, fútbol, basquetbol, y rugby. 
El colegio cuenta con múltiples salas de estudio además de una biblioteca de tres niveles. En 2011 fue inaugurado el Edificio de Ciencias y Tecnología, con salas equipadas de computadores, equipo de laboratorio, y pizarras interactivas además de un laboratorio para preescolares y un auditorio. Gracias a su instalación de paneles fotovoltaicos, el edificio funciona en 100% con energía solar.
Otras instalaciones son la enfermería, los laboratorios de computación, las salas acondicionadas para música y arte, el rincón scout (proyecto seleccionado para la Bienal de Arquitectura y Urbanismo de Chile), la capilla, el teatro, anfiteatro, y edificio de IIIº y IVº medio. El colegio cuenta con un casino, cafetería comercial, dos quioscos y una tienda de útiles escolares.

## Profesores destacados
- Roque Esteban Scarpa: Premio Nacional de Literatura de 1980.
- Mario Góngora: Destacado historiador y profesor chileno. Premio Nacional de Historia de 1976.